# Nederlands-Indië
Nederlands-Indië (Maleis: Hindia-Belanda, oude spelling: Nederlandsch-Indië) was vanaf 1816 tot de overdracht in 1949 de officieel gebruikte benaming voor de kolonie van Nederland die uiteindelijk het huidige Indonesië omvatte. De basis voor de kolonie Nederlands-Indië werd vanaf 1602 gelegd door de Vereenigde Oostindische Compagnie (VOC). In 1795 werd de VOC overgenomen door de Nederlandse staat. In de negentiende en twintigste eeuw veroverde het Nederlandse koloniale leger het veruit overgrote deel van wat uiteindelijk Indonesië is gaan heten.
Om de oorlogen te bekostigen werd de lokale bevolking verplicht om voor de Nederlandse staat commerciële exportproducten – zoals koffie en suiker – te produceren, wat hongersnoden onder de lokale bevolking tot gevolg had. Dit zogenoemde cultuurstelsel was rond 1850 goed voor een derde van de Nederlandse staatsinkomsten.
Het uiteindelijk veroverde gebied omvatte honderden volkeren met elk een eigen taal, cultuur en etniciteit. Pas in de jaren twintig van de twintigste eeuw had Nederland het hele gebied van wat nu Indonesië is onder controle en kwam de immigratie van Nederlanders om in de kolonie te werken goed op gang. De kortstondige maatschappij die daaruit ontstond kenmerkte zich onder meer door raciale tegenstellingen met een Europese bovenlaag van mannen, en hun, vaak inheemse, vrouwen en Indische Nederlanders. Daaronder een kleine lokale middenlaag, waaronder ook een Chinees-Indische minderheid en daaronder de overgrote meerderheid van boeren en arbeiders van een aan slavernij en lijfeigene grenzende onderklasse. In de grotere steden en op Java groeide het bewustzijn van een eigen nationale identiteit van de inheemse bevolking, en daarmee de roep om zelfbestuur.
Tijdens de Japanse bezetting in de Tweede Wereldoorlog werden alle Nederlanders geïnterneerd. Het Indonesische nationalisme werd door de Japanners gestimuleerd en direct na de capitulatie van Japan riep de nationalistische leider Soekarno op 17 augustus 1945 de Indonesische Republiek uit.
Nederland bouwde vervolgens tot midden 1947 een troepenmacht op van bijna tweehonderdduizend man. De Indonesische Onafhankelijkheidsoorlog kenmerkte zich door het extreme geweld van Nederlandse zijde en kostte honderdduizenden burgers, tienduizenden republikeinse en een paar duizend Nederlandse militairen het leven. Met name tijdens het begin van de Indonesische revolutie waren Indische Nederlanders en andere Nederlandse burgers, alsook Indisch-Chinezen, slachtoffer van geweldsuitbarstingen.
Op 27 december 1949 zag Nederland zich gedwongen door druk van de Verenigde Naties en de Verenigde Staten om de onafhankelijkheid van Indonesië te erkennen. Hiermee was Indonesië het eerste Aziatische land dat zich vrij had gemaakt uit kolonisatie, en kwam aan de Nederlandse aanwezigheid in driekwart van Nederlands-Indië een einde. Hierop volgde de repatriëring van Indische Nederlanders, en de ontbinding van het koloniale leger, waaruit de Nederlands-Indische en Molukse gemeenschap in Nederland is ontstaan. In 1962 werd Nieuw-Guinea – het laatste Nederlandse gebied in de Indische Archipel – overgedragen aan Indonesië.

## Etymologie
De naam Nederlands-Indië kwam bij de VOC al in de jaren 1620-1622 voor, toen nog als Nederlandsch-India. De naam Nederlandsch-Indië werd echter pas officieel op 19 augustus 1816. De kolonie werd ook wel aangeduid als Nederlands Oost-Indië en informeel als de Oost, om verwarring te voorkomen met de koloniën in Nederlands West-Indië. Andere namen zijn Achter-Indië, de Gordel van Smaragd en Insulinde. De verschillende termen worden vaak door elkaar gebruikt.

## De geschiedenis van Nederlands-Indië in perspectief
Het ontstaan en de hele geschiedenis van de kolonie is verbonden met veel belangrijke ontwikkelingen in de wereldgeschiedenis. De eerste contacten waren een uitvloeisel van de Europese ontdekkingsreizen in de 16e eeuw. Deze leidden tot de overname en monopolisering van de Aziatisch-Europese handel door Europese handelsmaatschappijen. Voortdurende verhoging van de controle van deze handelsmaatschappijen leidde vervolgens tot het kolonialisme en imperialisme van Europese mogendheden in de 18e en 19e eeuw. In de koloniën ontstonden nationalistische en onafhankelijkheidsbewegingen in de 20e eeuw. Door de uitschakeling van de Europese hegemonie door Japan tijdens de Tweede Wereldoorlog kregen deze bewegingen een sterke impuls. Door angst voor communistische revoluties, greep vervolgens de Verenigde Staten in om zowel onafhankelijkheid te steunen, of te onderdrukken. In dat laatste geval steunde de Sovjet-Unie tijdens de Koude oorlog de onafhankelijkheidsstrijd.

## Ontstaan van de kolonie

### Voor de Nederlanders
De Indische Archipel maakte al sinds de oudheid onderdeel uit van Aziatische handelsroutes en de Aziatisch-Europese specerijenhandel. Vanuit verschillende eilanden werd handel gedreven tot aan Afrika toe. Er was veel uitwisseling van handel en kennis en migratie met het gehele gebied van Zuidoost-Azië, van China tot aan het huidige Somalië. Migratie vanuit India, vanaf de 2e eeuw voor onze jaartelling tot de 12e eeuw leidde tot het ontstaan van verschillende hindoeïstische koninkrijken. 
Vanaf de 13e eeuw verspreidde de islam zich vanuit Sumatra waardoor vele vorsten zich tot het islamitisch geloof bekeerden. Op de vele eilanden heersten vorstendommen, stadstaten en sultanaten, die zich met onderlinge en overzeese handel en binnenlandse landbouw bezig hielden. Het hindoeïstische koninkrijk Majapahit ontstond op oostelijk Java in de late 13e eeuw en heerste op haar hoogtepunt over het grootste gedeelte van het huidige Indonesie met handel tot aan Madagaskar. 
Aan het begin van de 16e eeuw werd het overvleugeld door opkomende islamitische havensteden in noord-java en het sultanaat Malakka.Het gehele gebied kenmerkt zich door vele variaties in cultuur en taal, maar door de langdurige onderlinge contacten werd het Maleis de lingua franca. Uiteindelijk vestigde de islam zich op de vele eilanden, gemengd met hindoeïstische en boeddhistische elementen. Op het eiland Bali bleef het hindoeïsme dominant onder de vele koninkrijken die op het eiland heersten. 
Belangrijke staten ontstonden in de 16e eeuw, zoals het sultanaat Banten, op Java en Sumatra, sultanaat Mataram en stadstaat Surabaya op Java en sultanaat Atjeh op Sumatra en sultanaat Brunei op Borneo. Op andere eilanden, zoals Celebes of Sulawesi, en de Molukken heersten vele lokale islamitische vorstendommen die via handel sterk met elkaar verbonden waren. De contacten met Europa verliepen via vele tussenstations, over de handelsroutes over zee via India naar Egypte en vanaf daar vooral via Venetië naar de rest van Europa. 
De Portugezen waren de eersten die om de Kaap de Goede Hoop voeren en in 1498 Zuidoost-Azië bereikten. In 1511 veroverden ze de stad Malakka, een belangrijk handelsknooppunt. Hier leerden ze de herkomst van de specerijen kennen, de specerijen-eilanden van de Molukken waarna de Portugezen zelf naar de Molukken reisden. In 1522 legden de Portugezen voor het eerst contact met het sultanaat Bantam, wat een belangrijk handelsknooppunt was, en vervolgens met heel Java, tot aan Japan. Gedurende de hele 16e eeuw stichtte Portugal een heel Rijk van handelsposten en forten langs de gehele Afrikaanse kust, Zuid-Amerika en Azië, om bestaande handelsroutes over te nemen en te starten met de trans-Atlantische slavenhandel. Ondertussen had Portugal een unie met Spanje gevormd en was dus ook in oorlog met de Nederlanden.

### VOC-periode
In 1596 bereikten vier Hollandse koopvaardijschepen met aan boord opperkoopman Cornelis de Houtman voor het eerst de Indische archipel. Tussen 1594 en 1602 ontstonden er in de Nederlanden verscheidene zogeheten voorcompagnieën die handel begonnen te drijven op Azië, met name in specerijen. Deze werden in 1602 samengevoegd tot de Vereenigde Oostindische Compagnie (VOC), een handelsonderneming maar ook vooral een oorlogs- en kapervloot. Deze onderneming verkreeg bij haar oprichting het Nederlandse monopolie om ten oosten van de Kaap de Goede Hoop en ten westen van de Straat Magellaan zeehandel te drijven. De compagnie kreeg ook de taak Portugal en Spanje, waarmee de Nederlandse republiek in oorlog was, zoveel mogelijk te bevechten. 
In 1603 voer onder Steven van der Hagen de eerste volledig uitgeruste VOC-oorlogsvloot naar de Indische Archipel uit. Ze gingen daar direct het conflict aan om de specerijenhandel in de Molukken, met zowel de reeds lang aanwezige Portugezen als ook de Engelsen. Op de zuid-Molukse Banda-eilanden, de enige plek ter wereld waar nootmuskaat en foelie werd verbouwd, vestigde de VOC haar gezag met bruut geweld. In 1621 werd een opstand neergeslagen waarna vervolgens vrijwel alle 15.000 bewoners werden uitgemoord door de VOC onder leiding van Jan Pieterszoon Coen. De enkele overlevenden bracht Coen naar Java, waarna hij op de ontvolkte eilanden de eerste moderne slavernij plantages inrichtte. 
Vanwege het belang van de Molukken werd op het eiland Ternate het hoofdkwartier van de VOC, fort Oranje, gevestigd. Voor de VOC was het voornaamste doel in deze jaren om de Spanjaarden en Portugezen te bevechten, hun schepen te kapen en goederen te stelen en hun forten te veroveren. Om toch zoveel mogelijk te verdienen werden er vele nederzettingen gesticht of veroverd op de Portugezen langs de gehele handelsroute in Afrika, Brazilie, India en Zuidoost-Azië en economische mogelijkheden verkend. Binnen en buiten de Indonesische archipel werden een groot aantal handelsposten, zogeheten factorijen opgezet. Om de handel beter te organiseren, besloot Coen om een meer centrale hoofdplaats in te stellen waar ter plaatse de geïnstalleerde gouverneur-generaal en raad van Indië zetelde.

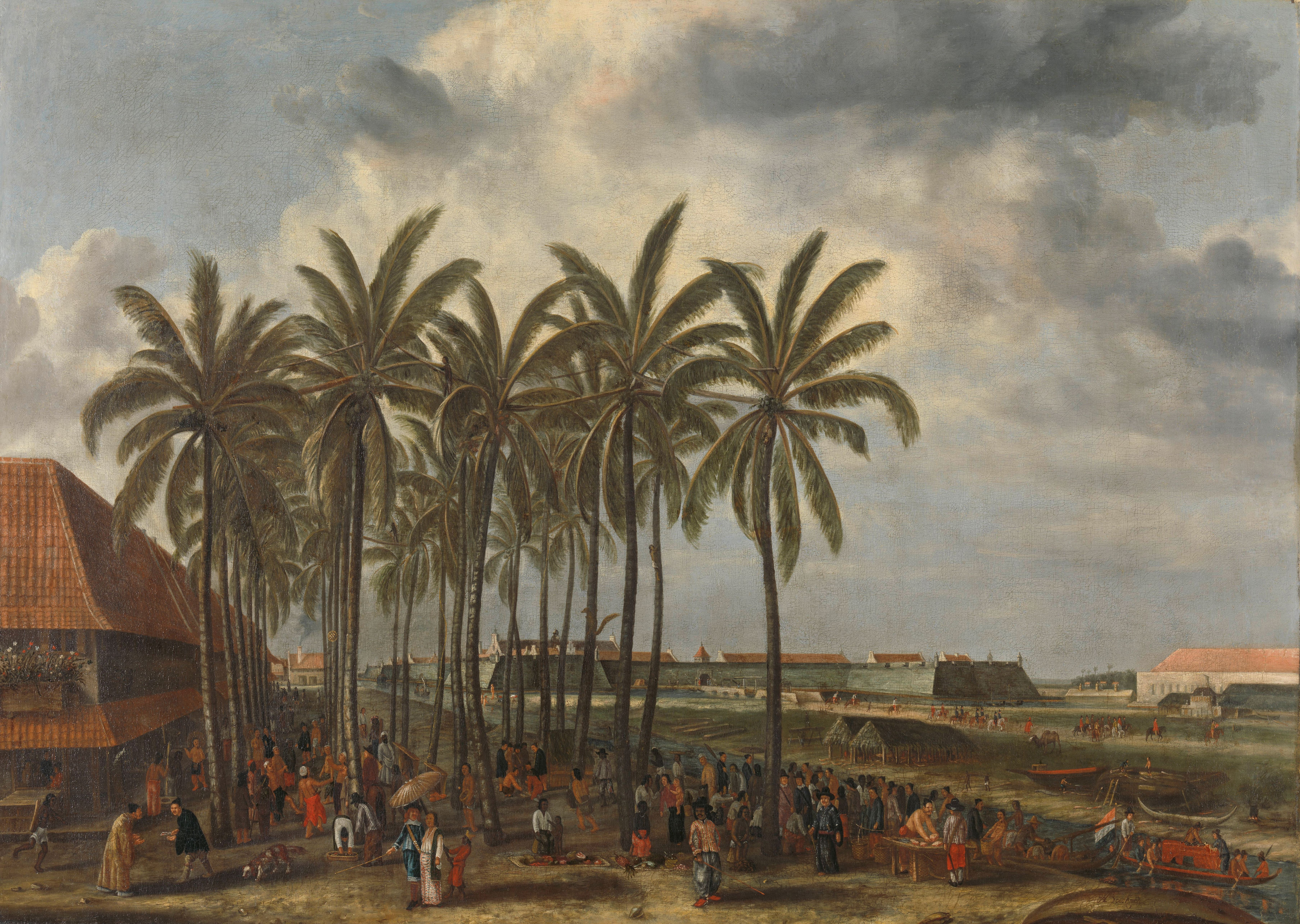
Het kasteel van Batavia, gezien vanaf West Kali Besar. (Andries Beeckman, circa 1656-58)

Hiertoe werd het sultanaat Bantam binnengevallen op Java en de hoofdstad Jayakarta verwoest. Op de resten werd de nieuwe hoofdplaats van de VOC Batavia gebouwd, het huidige Jakarta. Gedurende de 17e eeuw vestigde de VOC vanuit Batavia haar gezag over Java en veroverde en monopoliseerde de Aziatisch handelsroutes van de Portugezen. De VOC had overal grote moeite om kostendekkend te opereren, met name omdat er in Azië geen markt was voor Europese producten. Pepercontracten met Atjeh, Palembang en Jambi op Noord-Sumatra moesten met zilver worden betaald. Vanuit het gehele gebied waar de zeehandel plaatsvond werden slaven meegevoerd om voor de VOC te werken op bijvoorbeeld suikerplantages rond Batavia en de scheepswerkplaats bij Batavia. Van de Indische Archipel kwamen slaven eerst van de Molukken, later vooral Balinezen.

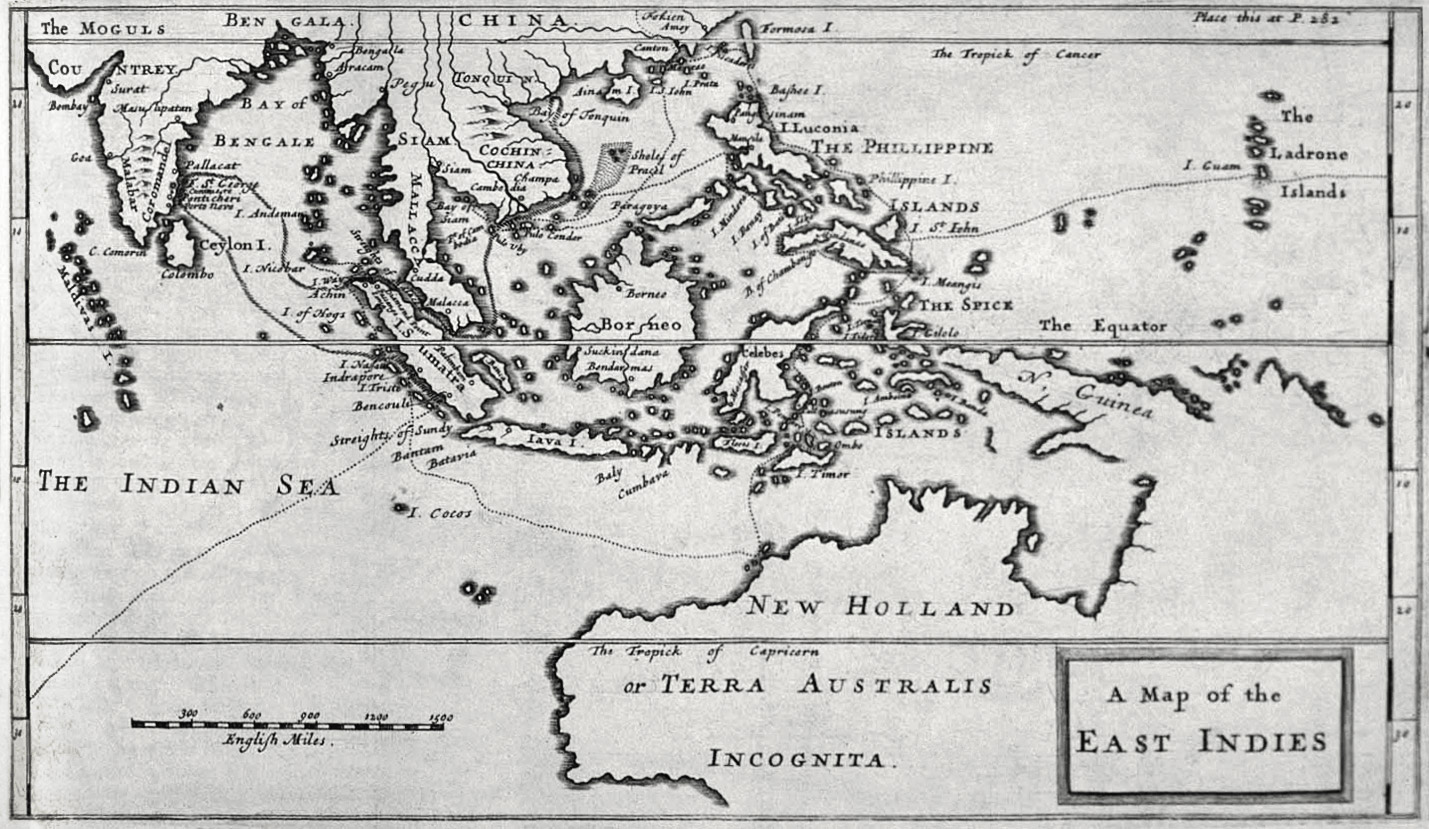
Kaart van Nederlands-Indië door William Dampier, 1697

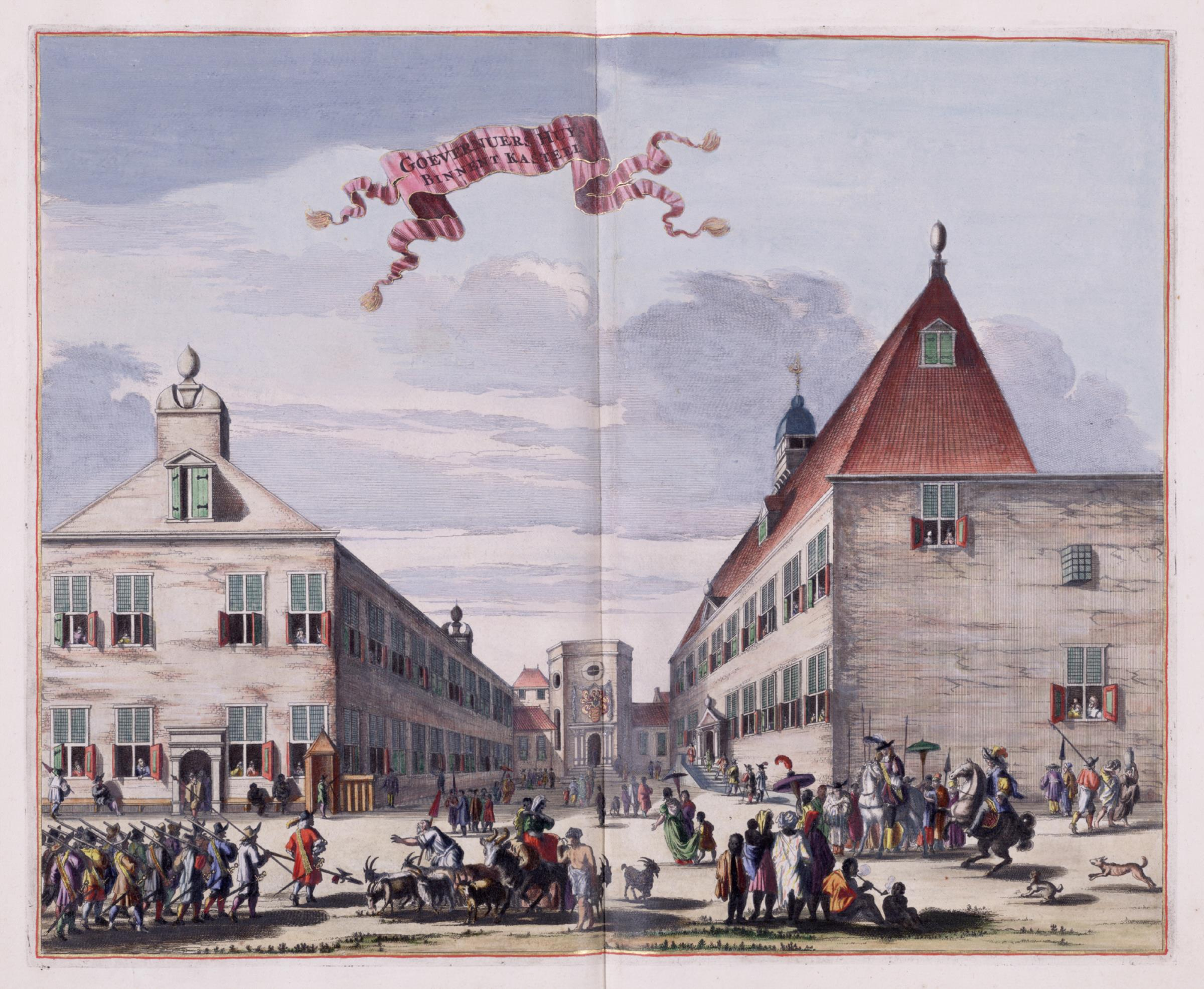
Huis van de gouverneur-generaal binnen het kasteel van Batavia

Na uitschakeling van de Portugezen en Spanjaarden in de Nederlanden en verovering van hun aziatische handelsposten en routes, volgden vele conflicten met Engeland, ook in Azië. Vanaf 1740 concentreerde de Nederlanden zich op de Indische Archipel. Sterke immenging in opvolgingskwestie van Javaanse koninkrijken leiden tot de onderwerping van grote delen van Java aan de VOC. De VOC leed echter onder verstarring en corruptie en had te maken met hevige concurrentie van Frankrijk en Groot-Brittannië.
Na de Vierde Engels-Nederlandse Oorlog volgde er eind 18e eeuw een chaotische periode in de koloniën. De Engelsen veroverden vrijwel alle posten van de VOC en blokkeerden Nederlandse havens. Na het uitbreken van de oorlog met Frankrijk en de vestiging van de Bataafse republiek in Nederland werd de VOC in 1796 genationaliseerd en behoorden de gebieden vanaf toen tot de Nederlandse staat.

## Uitbreiding en bestuur van de kolonie

### Frans en Engels bestuur
In 1806 werd de Bataafse Republiek door Napoleon vervangen door het koninkrijk Holland. De koning van Holland, Lodewijk Napoleon benoemde Herman Willem Daendels tot gouverneur-generaal van Nederlands-Indië. Daendels breidde het leger uit, en dwong de Javanen om forten en kustbatterijen te bouwen. Bij weigering werden bewoners vermoord en onthoofd, zo stierven vele tienduizenden Javanen bij de aanleg van een weg langs noordelijk Java, de "Grote Postweg". Daendels raakte in conflict met verschillende vorsten en voerde strafexpedities uit om hen te onderwerpen.
Tijdens de napoleontische oorlogen veroverden de Britten in 1810 de Molukken en in 1811 Java. Thomas Stamford Raffles werd tot luitenant gouverneur-generaal benoemd. Javanen en hun vorsten legden zich niet neer bij de verdergaande inmenging door buitenstaanders en ook Raffles voerde strafexpedities uit. In deze periode werd 's werelds grootste boeddhistische tempel, de Borobudur, herontdekt, die door tropische plantengroei deels aan het oog onttrokken was. Ook werd Buitenzorg (thans Bogor) een tweede hoofdstad van het bewind op Java. Daarnaast introduceerde hij de theeaanplant in de Preanger en stelde een belasting op grondgebruik in. Ten slotte is het links rijden van het verkeer door hem ingevoerd.

### Nederlands bestuur
Na de overwinning op Napoleon gaf Groot-Brittannië met het Verdrag van Londen van 13 augustus 1814 Nederland de koloniën in de Indische Archipel terug. Op 19 augustus 1816 werd voor het stadhuis van Batavia het bestuur van "Java en Onderhorigheden" officieel overgedragen aan het Verenigd Koninkrijk der Nederlanden, waarmee "Nederlands-Indië" was geboren. Het bestuur van Nederlands-Indië werd net als onder de VOC centraal uitgeoefend door de gouverneur-generaal. Deze werd door de Koning van Nederland aangesteld, en plaatselijk geadviseerd door de Raad van Indië, waar de gouverneur-generaal formeel de voorzitter van was. Vanuit Nederland werd beleid bepaald vanuit het ministerie van Koloniën, waaronder ook officieel het Nederlands-indisch leger ressorteerde. 
In de praktijk was de afstand tussen Nederland en kolonie veel te groot en werden vele beslissingen, inclusief inzet van het leger lokaal genomen. Het gouvernement had de beschikking over een centraal ambtenarenapparaat van verschillende departementen en de Algemene Secretarie.
Het bestuur over de bevolking werd zoveel mogelijk door lokale gezagsdragers uitgeoefend. Deze bestuurders stonden wel onder toezicht van Nederlandse bestuurders. Hierdoor bestond het bestuur uit twee lagen: een lokale laag en een Nederlandse. Onder het Binnenlands Bestuur ook wel Gouvernement genoemd, vielen: de gouverneur-generaal, gouverneurs, residenten, assistent-residenten, controleurs en adspirant-controleurs. Het lokale bestuur had als hoofd een regent, met daaronder districtshoofden en onderdistrictshoofden. Op Java bestond nog de functie van patih, die dienstdeed als plaatsvervangend regent en uitvoerder. Regenten werden aangewezen door het gouvernement en waren afkomstig uit de lokale aristocratie. Aan het hoofd van een dorp, desa of kampong, stonden de dorpsoudsten. Deze werden door de bevolking gekozen en hun verkiezing door de resident bekrachtigd. Door deze hierarchie was het voor de Nederlanders mogelijk om met slechts weinigen de miljoenen inwoners te controleren. Enkele gebieden hadden meer zelfbestuur, zoals de Javaanse vorstenlanden. Deze landen hadden wel Nederlandse residenten en assistent-residenten maar zij voerden geen toezicht uit.

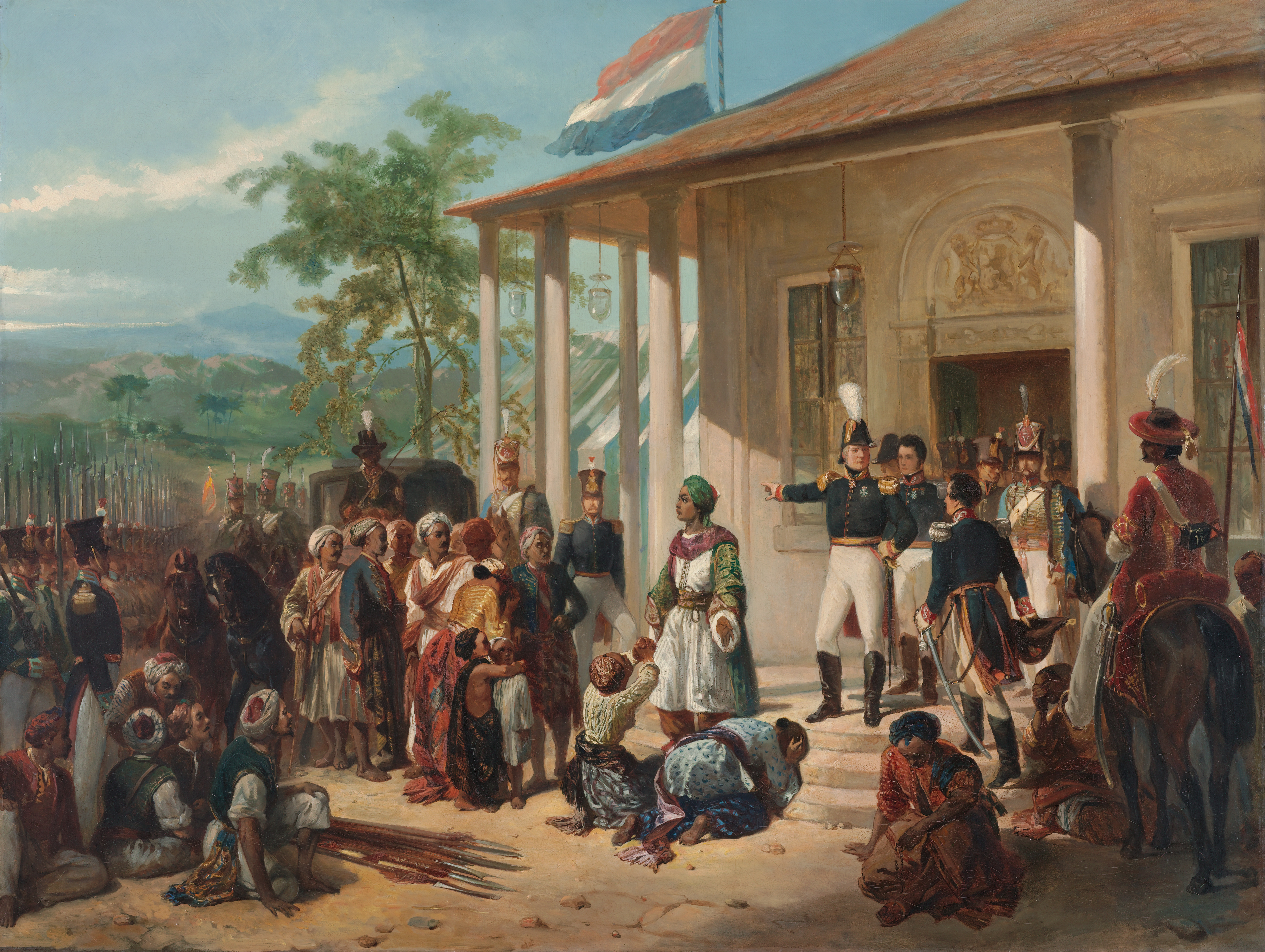
De arrestatie van Diepo Negoro tijdens de onderhandelingen door luitenant-generaal Hendrik Merkus Baron de Kock, 28 maart 1830, waarmee de Java-oorlog werd beëindigd

De terugkeer naar Nederlands gezag na de Engelse tijd, ging niet eenvoudig. De bevolking weigerde het gezag van vreemdelingen met andere godsdienst te erkennen, wilden geen herendiensten uitvoeren of niet aan de verplichte afdracht van landbouw- en mijnproducten voldoen. Zo weigerde het sultanaat Palembang, op Sumatra om nog tin te leveren aan de Nederlanders. Het Koninklijk Nederlandsch-Indisch Leger (KNIL) voerde in 1819 een strafexpeditie uit met 1500 man op vijf oorlogsschepen, drie transport schepen en 14 stuks artillerie en werd teruggeslagen doordat onder meer de bevolking de schepen aanvielen met brandende drijvende huizen. Bij de tweede expeditie van het KNIL naar Palembang in 1821 werd het sultanaat onderworpen, de sultan verbannen en uiteindelijk viel het sultanaat onder direct Nederlands bestuur. Op West-Borneo probeerde de Nederlanders hun gezag te herstellen maar zonder resultaat en op West-Sumatra raakte de Nederlanders betrokken bij de Padri-oorlogen.
Rond 1825 brak op Java een grote opstand uit in de vorstenlanden onder leiding van de inheemse leider Diponegoro. De Javanen kwamen vooral in opstand tegen de invloed van Nederlanders in hun gebied en riepen op tot een heilige jihad. Dit resulteerde uiteindelijk in de zeer bloedige Java-oorlog (1825–1830) en een langdurige guerrilla op midden-Java. Nederland werd gedwongen om vele soldaten te ronselen uit de Indische Archipel, en uiteindelijk ook uit alle delen van de wereld om een koloniaal leger van 50.000 man op de been te brengen. Diponegoro zette hier een macht van 100.000 man tegenover en uiteindelijk kwamen tienduizenden soldaten aan beide kanten om, en bijna 200.000 lokale bewoners. De oorlog eindigde toen Diponegoro bij vredesonderhandelingen werd vastgezet door het bewind. Na deze oorlog kwam Java bijna geheel onder directe Nederlandse heerschappij te staan. Alleen de vorsten van Yogyakarta en Surakarta bezaten nog enkele Javaanse gebiedsdelen.

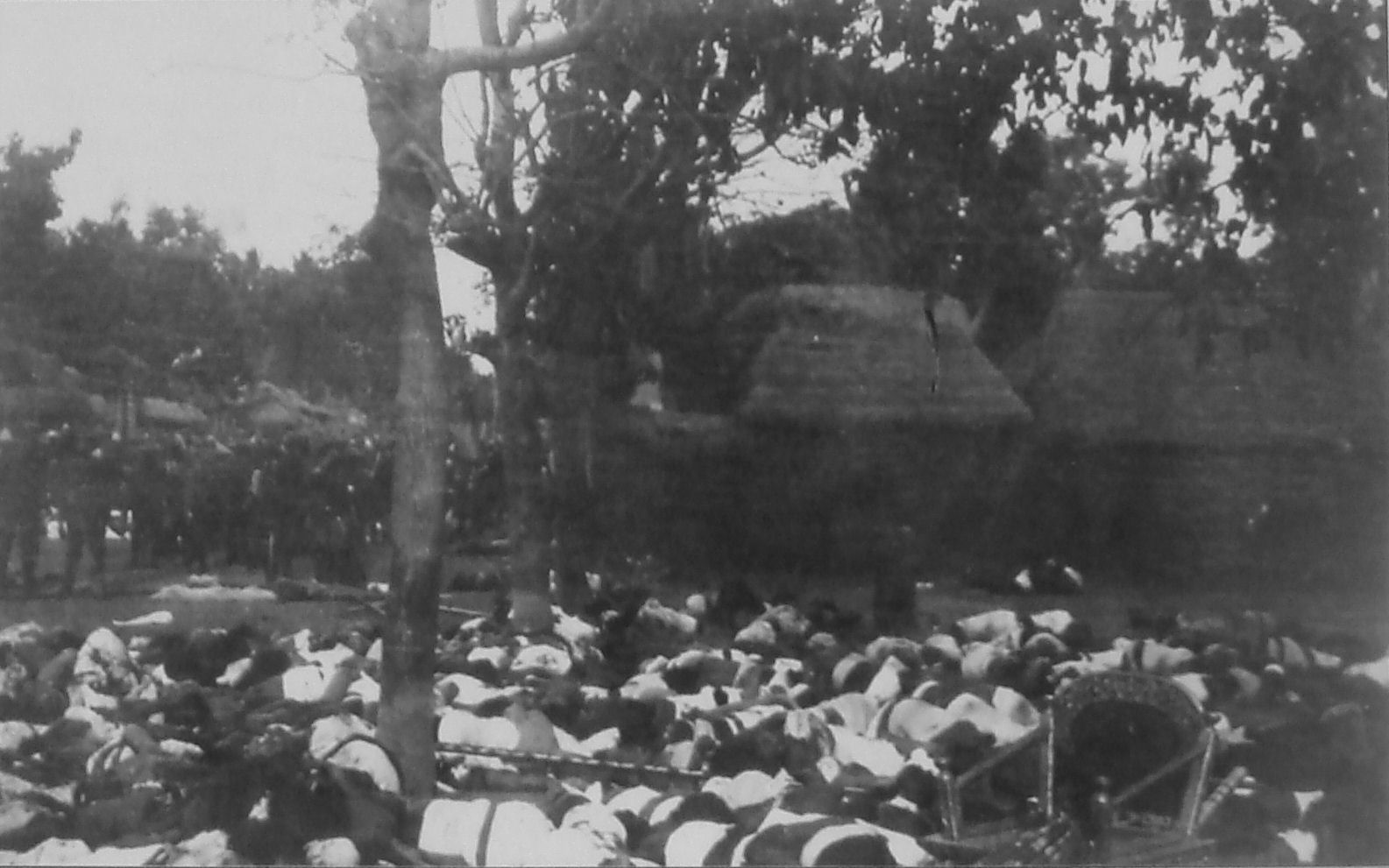
Zelfmoord of Poepoetan op Bali in Badoeng, 1906

Vrijwel de hele 19e eeuw bleven grote delen van de Indische archipel onafhankelijk van het Nederlands koloniale gezag. Deels kwam dat door de Nederlandse onthoudingspolitiek, die betekende dat men vooral probeerde de economisch belangrijke gebieden op Java en de Molukken onder Nederlands bestuur te stellen. In de tweede helft van de 19e eeuw werd dit beleid losgelaten, ook om te voorkomen dat andere koloniale machten aanspraken zouden maken op het grondgebied. Dit leidde tot een lange serie oorlogen in het tweede deel van de 19e eeuw en de eerste decennia van de 20e eeuw.
Vooral op Bali was het verzet tegen de Nederlanders groot. Bali was altijd een bondgenoot van de Nederlanders geweest, maar dat betekende niet dat het eiland zich Nederlands bestuur liet opleggen. Meerdere Balinese vorsten weigerden zich aan Nederland te onderwerpen en werden het doelwit van "strafexpedities", die van het midden van de 19e eeuw tot in 1908 duurden. Bij de onderwerping van Bali zijn duizenden Balinezen omgekomen. Meerdere malen kozen een lokale raja en zijn onderdanen in plaats van zich over te geven voor "puputan", de dood door rituele zelfmoord in het zicht van een Nederlandse overmacht. Zulke incidenten brachten het Nederlands-koloniale gezag veel negatieve publiciteit, ook in het buitenland.
Ook het Sultanaat Atjeh in het noorden van Sumatra bleef lang verzet bieden tegen Nederlandse inname. Tijdens de zeer bloedige en langdurige Atjehoorlog (1873-1913) vocht vrijwel de gehele bevolking tegen het Nederlands-koloniale leger.
In 1913 was de hele Indische archipel veroverd. Geheel Sumatra en Sulawesi, het zuidelijke deel van Borneo, en de hele eilandenreeks van Bali tot en met West-Timor stonden dan onder Nederlands bestuur.

### Het cultuurstelsel
De vele oorlogen trokken een zware wissel op de Nederlandse schatkist. Om de kolonie meer geld te laten opbrengen richtte koning Willem I in 1824 de Nederlandsche Handel-Maatschappij, NHM op, de voorloper van de ABN AMRO bank. Net als de VOC was dit weliswaar een particuliere onderneming, maar met de koning en familie van Oranje als grootaandeelhouder, ook sterk verbonden met de Nederlandse staat. Om meer winst te kunnen maken, besloot koning Willem I dat de lokale bevolking een-vijfde van het land moest bewerken met winstgevende gewassen zoals koffie, suiker, tabak en opium en die aan de NHM moest afstaan. Dit zogenoemde cultuurstelsel, naar het cultiveren van gronden voor winstgevende gewassen, stond onder toezicht van zowel het Nederlands-indische als ook lokale bestuur. 
Beide bestuurslagen konden veel geld verdienen door producten en winsten af te romen en dwongen de bevolking hieraan mee te doen. Voor het zeer winstgevende product koffie gold de regeling tot aan het begin van de twintigste eeuw. De winsten waren hoog en het zogenaamde batig slot leverde in de 19e eeuw tot aan 50% van de inkomsten voor de Nederlandse begroting. Er werd ook eindelijk een product gevonden uit Europa dat kon worden verhandeld in Azië, textiel, wat leidde tot de Twentse textielindustrie. Door de uitbuiting van de lokale bevolking leed deze vaak honger en hongersnoden kostten vele levens.
Multatuli schreef hierop in 1860 zijn roman Max Havelaar waarin gewezen werd op de bedenkelijke morele aspecten van dit misbruik. Vanaf 1848 begonnen meer mensen te pleiten voor de afschaffing. Hiervoor worden twee belangrijke oorzaken genoemd: de lokale bevolking leed eronder en men wilde Nederlands-Indië openen voor particulier bezit.
In 1870 werd de Agrarische Wet en de Suikerwet ingevoerd, waarmee het Cultuurstelsel werd afgeschaft. Door deze wetten konden particuliere bedrijven zich in Nederlands-Indië vestigen. Belangrijke grondstoffen die door Nederlandse bedrijven werden gewonnen en bewerkt waren petroleum (Shell), tin (Biliton), en rubber (Borsumij). Grondstoffen uit de kolonie werden vervolgens in Nederland bewerkt en andersom: stoffen uit Nederland werden in Indië gebatikt en daarna op de lokale markten verhandeld. Door de opening van het Suezkanaal in 1869 en het stoomschip werd de reistijd tussen West-Europa en Oost-Azië verminderd van enkele maanden tot enkele weken. Op Java en Sumatra werden spoorlijnen door het gouvernement en door particuliere bedrijven als de Nederlandsch-Indische Spoorweg Maatschappij (N.I.S.) aangelegd, waardoor bouwmaterialen, goederen en passagiers door de binnenlanden konden worden vervoerd. Rederij Koninklijke Paketvaart Maatschappij (KPM) verbond de vele eilanden met elkaar voor vracht- en persoonsvervoer, vanaf 1900 inclusief Australië, China en Thailand. Dit bracht een stroomversnelling teweeg in de groei van de bevolking, zowel op het platteland als in de steden, van 16 miljoen in 1800 tot 38 miljoen in 1900. In diezelfde eeuw steeg de bevolking in Nederland van 2 naar 5 miljoen inwoners.

## Gedwongen arbeid en uitbuiting

### Slavernij in Nederlands-Indië
De VOC bracht grootschalig slavenbezit en slavenhandel naar Indië. Slaven werden zowel als handelswaar verkocht, als ook door de VOC als arbeidskracht ingezet in haar mijnen, landerijen, werven en voor ander zwaar werk. In totaal overtrof de slavenhandel van de VOC de Nederlandse transatlantische slavenhandel. Ook na de overname van de VOC-bezittingen door de Nederlandse staat bleef de slavernij bestaan. Officieel werd de slavernij in Nederlands-Indië afgeschaft op 1 januari 1860. In de praktijk was dat echter alleen het geval in de door de Nederlandse regering centraal geregeerde gebieden op de eilanden Java en Madura. In de buitengebieden werd de slavernij residentie na residentie afgeschaft. In 1902 waren er duizenden officieel geregistreerde slaven op Lombok, Sumatra, Bali en andere eilanden. In 1914 werd op het schierieland Samosir op Sumatra als laatste gebied in Nederlands-Indië de slavernij officieel afgeschaft. De Nederlandse regering betaalde per slaaf dertig tot zestig gulden schadevergoeding aan de slavenhouder. Desalniettemin moesten bevrijde slaven voor hun vroegere eigenaars werken om hun ‘schulden’ af te betalen

### Concubines en njai
Behalve voor arbeid, werden slaven ook voor seksuele diensten verhandeld door, en ook vooral aan, de Nederlandse en andere Europese mannen die als zeeman, militair of anderszins naar de kolonie afreisden. Alhoewel de praktijk werd afgekeurd door bewindsvoerders bleef het de gehele periode tot de afschaffing van de slavernij bestaan. Daarna ging de praktijk over in concubinaat, in Nederlands-Indië bekend als "Njai", waarbij vrouwen zogenaamd als huishoudster 'in dienst' waren. Met name tijdens de opbouw van het koloniale leger om in Sumatra te vechten tijdens de langdurige Atjehoorlog, ontstond ook het kazerne-concubinaat waarin de njai samen met de militair op de slaapzaal verbleef. De vrouwen hadden vrijwel geen rechten en konden op elk moment afgedankt worden zoals bij zwangerschap of terugkeer naar Nederland van de man.

### Herendiensten

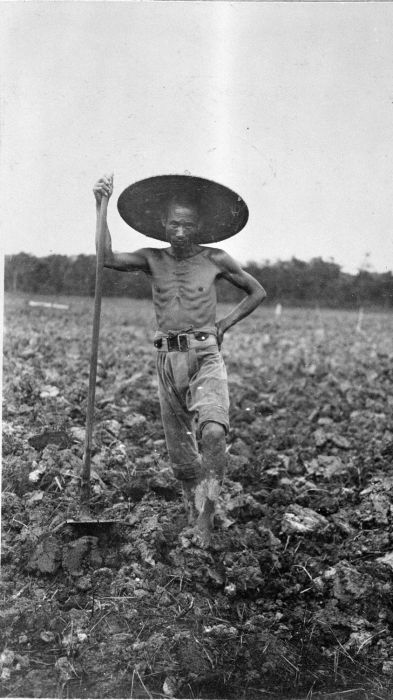
Een koelie in een tabaksveld in Nederlands-Indië

De overgrote meerderheid van de bewoners van de Indische archipel leefde van de landbouw in een feodale maatschappij. Dat betekende onder meer dat de bevolking gedwongen werd om een deel van het land te bewerken voor het gewin van de lokale heerser. De VOC, en later de Nederlandse staat, eisten achtereenvolgens ook hun deel en legde hier bovenop nog meer beslag op de arbeid, het land en tijd van de bevolking. Rond 1890 bedroeg deze arbeid 63.000 manjaren op Java alleen. Het cultuurstelsel richtte zich vooral op de plantages, maar de Herendiensten hadden ook betrekking op de aanleg van wegen, spoorwegen, forten en in transport en bouw. Deze praktijk bleef bestaan tot ver na afschaffing van het cultuurstelsel op Java, en is daarbuiten nooit ten einde gekomen tot het einde van de kolonie.

### Arbeid door gevangenen
Door de afschaffing van slavernij op 1 januari 1860 viel op Java en Madura een bron van goedkope arbeid weg. Maar al sinds de VOC was er nog een andere bron, namelijk arbeidstraffen. Dit konden zowel korte termijnstraffen zijn, minder dan drie maanden, die door de lokale politie werd uitgedeeld zonder tussenkomst van een rechter, of lange termijn vanuit gevangenschap. In dat laatste geval kon de gevangene gedwongen worden overal te werken, zoals in irrigatiewerken, transport. kool- en tinmijnen, en ook in het leger. Zo omvatte het leger dat in de Atjeh-oorlog vocht duizenden dwangarbeiders. Deze oorlog, en de behoefte aan goedkope arbeid, resulteerde in een stijging van dwangarbeiders van 69.500 per jaar in 1870 tot 275.000 per jaar in 1900.

### Contractarbeiders
Gedurende de hele periode van het kolonialisme zijn zeer vele contractarbeiders vanuit Azië de wereld over gezonden. Die tekenden thuis een contract, waarbij ze zich verplichten om te werken voor een onderneming om allereerst de kosten van verscheping en verblijf te vergoeden en daarna pas geld te verdienen. In Nederlands-Indië waren dit vooral Zuid-Chinese immigranten, koelies genoemd, en deze werden veelal op plantages te werk gesteld. De omstandigheden waren zeer slecht, de arbeiders mochten vaak niet de plantage verlaten, kregen lijfstraffen en werden uitgelokt om meer schulden te maken. In de praktijk kwamen de contractarbeiders vaak niet onder hun contract uit, en was de plantagehouder heer en meester.

## Koloniale samenleving in de 20e eeuw

### Migratie uit Nederland en Europa
Gedurende de VOC-tijd vestigden Nederlanders en andere Europeanen zich slechts tijdelijk op de verschillende handelsposten in de Indische archipel. Ook daarna kwam de migratie slechts langzaam op gang, rond 1814 waren er slechts 16.000 Europeanen op een totale bevolking van vele miljoenen. Tijdens de 19e eeuw vertrokken er in totaal 160.000 militairen vanuit Nederland en tienduizenden uit de rest van Europa naar de kolonie om in de vele oorlogen te vechten. De meesten vertrokken weer, of waren omgekomen; in 1903 woonden er in de hele kolonie ongeveer 60.000 Nederlanders, en 20.000 Europeanen. De liberalisatie van de handel en de kortere reistijd aan het einde van de 19e eeuw zorgden voor een toename van migratie vanuit Nederland gedurende de eerste helft van de 20e eeuw. Doordat er ook veel remigratie plaats vond, kwam het absolute aantal Nederlanders niet uit boven de 100.000 personen, plus tienduizenden Europeanen. Vanuit Indisch perspectief waren dit kleine aantallen, en op de vele eilanden hebben generaties bewoners nooit een Nederlander gezien; vanuit Nederland gaat het om 1,5% van de bevolking. De Nederlanders vormden een bevoorrechte klasse en bestond uit bestuurders, administrateurs, ingenieurs, managers, onderwijzers en plantagehouders. Migranten waren veelal jonge mannen, en deze trouwden lokale vrouwen, hun kinderen, Indo-Europeanen waren ook Nederlands burger, zolang als ze erkend waren door hun vader. De andere klasse, de lokale bewoners, waren wel ingezetene van Nederland maar hadden geen rechten. Met name in Oost-Java nam de suikerindustrie een grote vlucht en rondom de plantages en fabrieken groeiden hele leefgemeenschappen van Nederlanders, Indische Nederlanders en Indonesiërs, met eigen scholen, ziekenhuizen, kerken en moskeeën.  Een tussencategorie vormden de Indonesische Chinezen, die al sinds de 13e eeuw deel uitmaakten van de samenleving, maar door eigen gebruiken en religie een eigen groep vormden. Velen waren eenvoudige straatverkopers, maar anderen waren ook belangrijke handelaren en industriëlen. Zowel tijdens de VOC als ook later, waren Indo-Chinezen het slachtoffer van vervolging en oproer.

### Ethische politiek
Langzaam ontwikkelde in Nederland de zienswijze dat de kolonie er niet alleen was voor winstbejag voor de Nederlandse samenleving, maar dat een deel van de koloniale opbrengsten moesten terugvloeien naar de kolonie. Deze zogenaamde 'ethische politiek' leidde tot de oprichting van vele scholen in de hele archipel, van lager tot hoger onderwijs, en een technische hogeschool in Bandung. Daarnaast werd er geïnvesteerd in irrigatiewerken en wegenbouw met name voor de suikerindustrie. Omdat de inkomsten uit de kolonie nauw samenhingen met de vraag naar grondstoffen en producten werden deze sterk beïnvloed door de wereldeconomie. Door de crisis eind jaren twintig en bezuinigingen in de jaren dertig bleef de economische impact van de ethische politiek dan ook beperkt.

### Bestuur en recht
Het bestuur van de kolonie werd in de 20e eeuw versterkt met vele ambtenaren, rechtbanken en gevangenissen. Het was sterk centraal georganiseerd, waarbij de Gouverneur-generaal van Nederlands-Indië nog wel steeds onder de Ministerie van Koloniën (Nederland) ressorteerde. De gouverneur- generaal werd bijgestaan door de Raad van Indië, een zestal adviseurs die door de Nederlandse staat benoemd werden. Vanaf 1918 was er ook een inheemse raad, de Volksraad (Nederlands-Indië). Deze laatste werd gekozen door een klein deel van de inheemse en Europese gemeenschap van de kolonie en kon gevraagd en ongevraagd advies geven of een voorstel bij de Raad van Indië indienen.
Rechtspraak was gescheiden voor Nederlandse burgers, voor wie gelijk recht bestond als in Nederland, en die voor inheemse ingezetenen. Deze laatste, landraad geheten, kende een mengvorm van Nederlandse en islamitische rechtspraak en de traditionele, vaak pre-islamitische rechtspraak, de adat. De gouverneur generaal bezat ook speciale bevoegdheden, bijvoorbeeld voor verbanning, maar ook gevangenneming.

### Vereniging en Indonesisch nationalisme

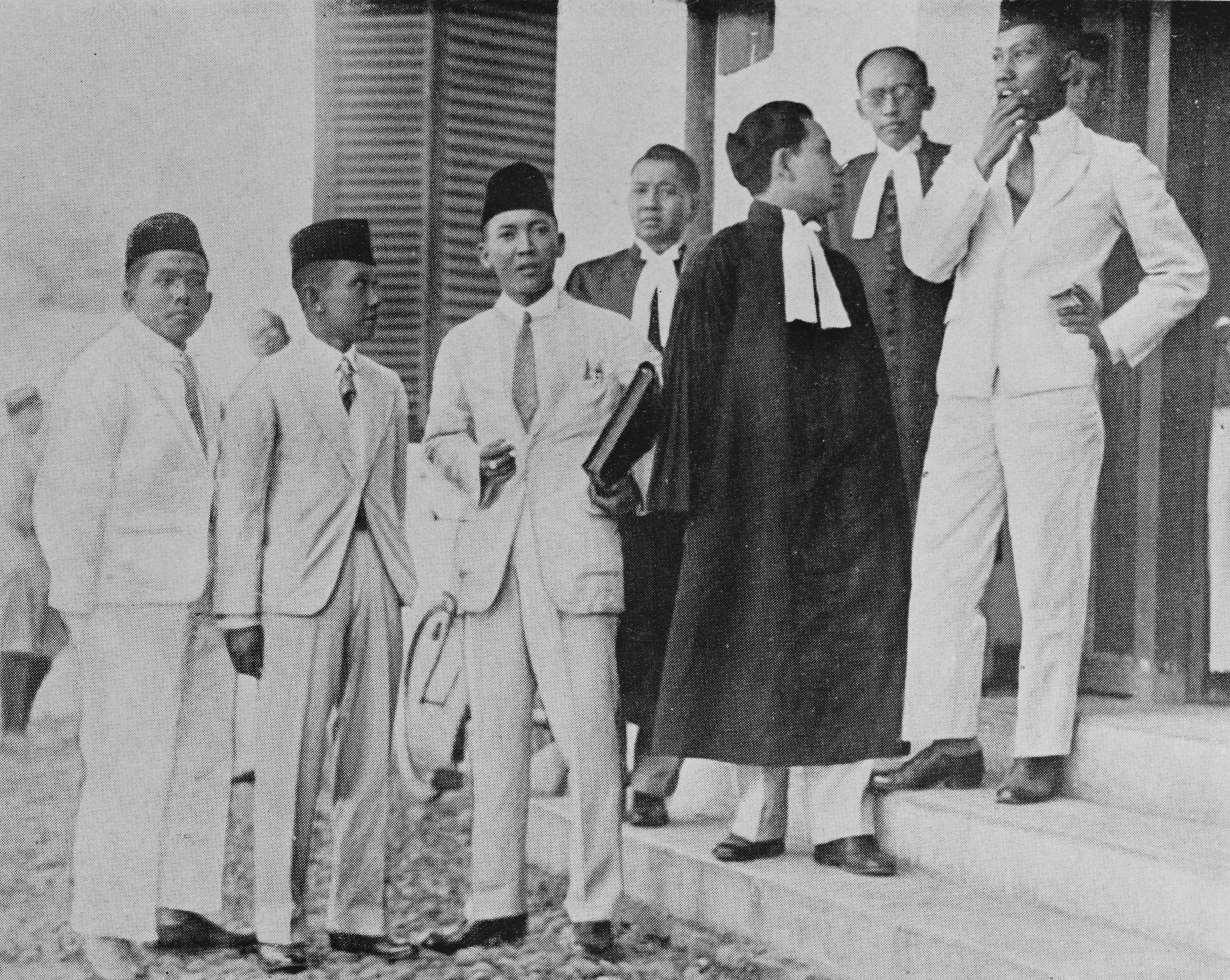
Soekarno met medeaangeklaagden en hun advocaten tijdens hun proces te Bandoeng, 1930

Gestimuleerd door de opkomst van de arbeidersbeweging overal ter wereld ontstonden er ook in de kolonie aan het begin van de 20e eeuw vakbonden en andere organisaties om de bevolking te verenigen en te onderwijzen. Dit waren zowel islamitische, Javaanse en jongerenorganisaties zoals Boedi Oetomo en Sarekat Islam. Een bovenlaag van inheemse studenten, veelal van de hogere klassen, doorliep hoger onderwijs soms in Nederland. Ook deze organiseerden zich en bestudeerden de werken van Karl Marx en andere socialistische denkers. Inheemse politieke organisaties en partijen vormden zich zoals de Communistische Partij van Indonesië (PKI). In 1927, richtte Soekarno de Indonesische Nationale Partij (PNI) op in Bandoeng. Dit was de eerste partij die de onafhankelijkheid van Indonesië nastreefde. De verschillende partijen verdeelden zich over de coöperatieven, zij die ook meededen aan de verkiezingen voor de Volksraad, en de non-coöperatieven die dat niet deden. Binnen die laatste groep probeerde met name Soekarno, de twee leidende denkbeelden, socialisme en islam, te verenigen en ten dienste te laten zijn van het nationalisme. Een andere tweedeling binnen de nationalistische beweging was die tussen diegene die massa-actie nastreefden en snelle onafhankelijkheid, zoals Soekarno, en hen die de gelijkelijke weg kozen via onderwijs en politieke druk, met belangrijke leiders als Hatta en Sjahrir. Soekarno werd als zeer gevaarlijk gezien door het Nederlandse bestuur omdat hij als geen ander de bevolking kon opzwepen voor de onafhankelijkheid van Indonesië. Hij gebruikte vaak analogieën en verhalen uit de Indonesische mythologie, zoals gebruikt in het Wajangpoppentheater om zijn punten voor iedereen begrijpelijk over te brengen . Versterkt door zijn zelfverzekerde uitstraling werd Soekarno zo door het volk gezien als de Ratoe Adil, net als Diponegoro voor hem, de rechtvaardige vorst, die de bevolking van vreemde overheersing zou verlossen . Nadat al eerder de communistische partij was verboden, werd Soekarno samen met enkele medestanders in 1930 opgepakt en berecht tot jaren gevangenisstraf. Kort na vrijlating werd Soekarno verbannen uit Java, eerst naar Flores en daarna Sumatra. Hatta en Sjahrir werden ook opgepakt en naar het strafkamp Boven-Digoel op Nieuw-Guinea gebracht. Verdere repressie maakten een politieke beweging verder onmogelijk, alleen niet-politieke, islamitische organisaties, zoals de Muhamadiyah, werden met rust gelaten. Tijdens zijn ballingschap, kon Soekarno via die organisatie toch met de bevolking communiceren. 

## Nederlands-Indië tijdens de Tweede Wereldoorlog

### Na de Duitse inval in Nederland
Op 10 mei 1940 werd de gouverneur-generaal van Nederlands-Indië Tjarda van Starkenborgh op de hoogte gebracht van de Duitse inval in Nederland. Als tegenmaatregel werden op grond van artikel 20 van de Regeling op de Staat van Oorlog en van Beleg, alle NSB leden,  Duitsers en mensen met een Duitse achtergrond, inclusief politieke vluchtelingen en Joden uit de Duitstalige, Europese gebieden in interneringskampen opgesloten. Toen de Japanse dreiging om Nederlands-Indië te gaan bezetten toenam, besloot de regering de geïnterneerden over te brengen naar Bombay in Brits-Indië. Op 16 januari 1942 vertrok het derde en laatste transport, met 478 gevangenen aan boord van het omgebouwde koopvaardijschip de Van Imhoff. Bij dit laatste transport bevonden zich ook een groot deel van de Joodse gevangenen met de achternamen L t/m Z. Dit schip werd tijdens een Japanse aanval geraakt en zonk. Hierbij zijn alle Joodse gevangenen verdronken.

### Japanse bezetting

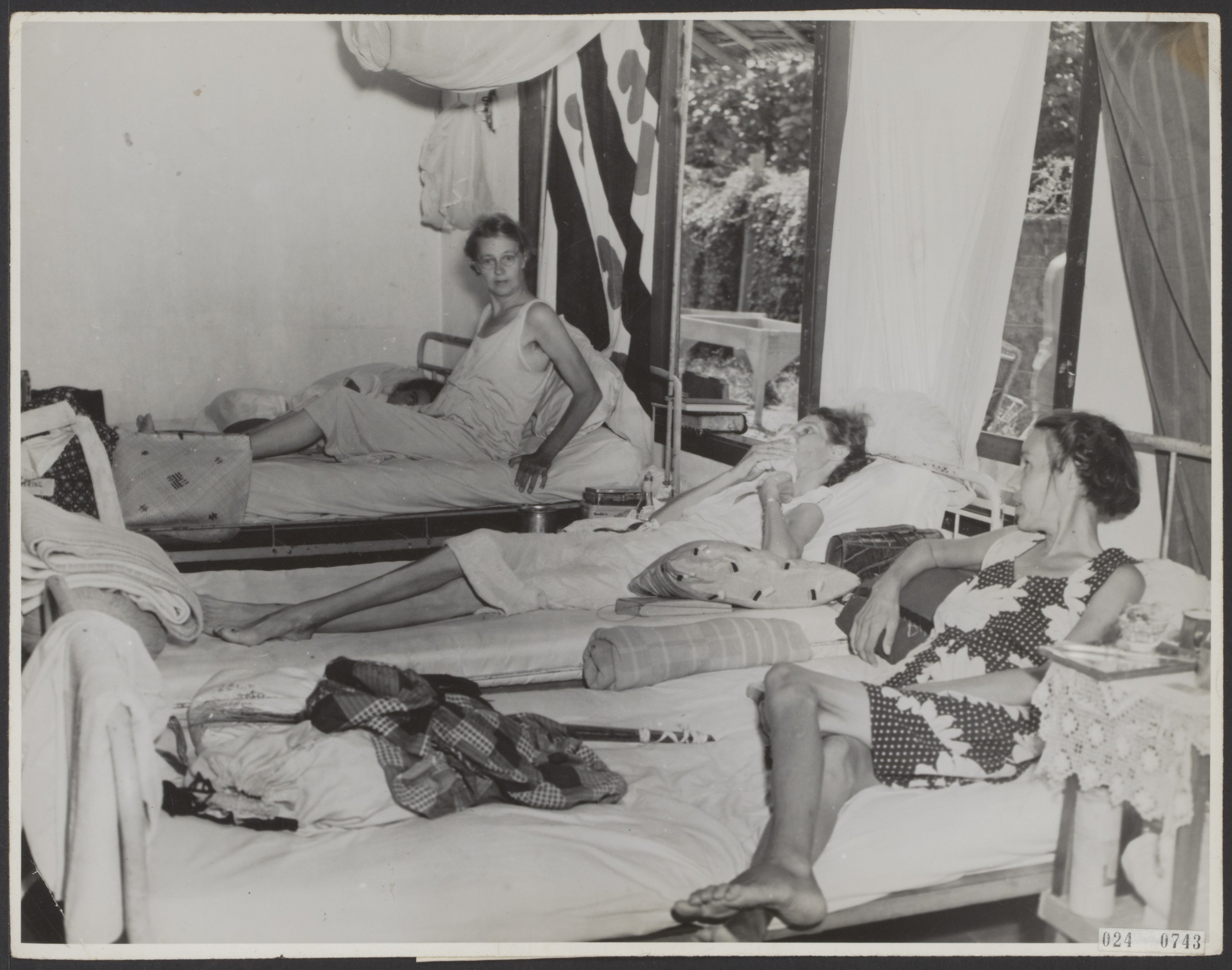
Vrouwen in Kamp Tjideng, Batavia, kort na de Japanse capitulatie (oktober 1945)

Tijdens de Tweede Wereldoorlog gaven de Nederlandse strijdkrachten zich op 8 maart 1942 over en werd Nederlands-Indië door Japan bezet. Ruim 42.000 militairen met een Europese of gemengde achtergrond kwamen in krijgsgevangenschap. Ook veel burgers werden geïnterneerd. Een paar maanden na het begin van de Japanse bezetting werd begonnen met de registratie van niet-inlanders. De Europeanen werden opgedeeld in volbloed Europeaan en gemengdbloedig. Omdat het voor de Japanners niet duidelijk was waar de loyaliteit van de Indo-Europeanen lag kregen die het voordeel van de twijfel. Het merendeel van de Indische Nederlanders bleef zodoende aanvankelijk buiten de kampen.
Toen veel Indo-Europeanen weigerden zich pro-Japans op te stellen kwam er in 1943 een tweede selectie waarbij Japanse ambtenaren bepaalden tot welke groep men behoorde. Ter selectie werd onder andere gekeken naar de manier van lopen en bij twijfel was vooral de kleur van de ogen doorslaggevend. Om aan te tonen dat men gemengdbloedig was, diende men te beschikken over een afstammingsbewijs, een asal oesoel. Uiteindelijk belandde ook het gros van de Indische Nederlanders in een kamp. Naar schatting 13.000 mensen kwamen in de Japanse kampen om het leven, onder wie veel mannen die waren ingezet als dwangarbeiders aan de Dodenspoorwegen.
Gedurende de bezetting ontwikkelde de nationalistische beweging zich sterk. De Japanners zelf stonden, door hun idee waarin Oost-Azië één staat moest worden, negatief tegenover een onafhankelijk Indonesië. Toen ze de oorlog echter aan het verliezen waren begon Japan met besprekingen die een onafhankelijk Indonesië moesten opleveren onder Japanse hegemonie. Op 15 augustus 1945 maakte de Japanse keizer in een radiotoespraak de capitulatie van zijn land bekend. Nederlands-Indië was weer vrij, maar voor veel Indische Nederlanders betekende dit niet het einde aan de beproevingen. De Indonesische nationalist Soekarno riep namelijk op 17 augustus 1945 (2 dagen na de capitulatie) de Republiek Indonesië uit en dat leidde tot de bersiapperiode. Deze republiek moest geheel Nederlands-Indië omvatten.

## Indonesische onafhankelijkheid

### Oplaaiend nationalisme
Na het einde van de oorlog in 1945 was Nederland niet meteen bij machte troepen naar Indonesië te sturen om het koloniale gezag te herstellen. Men was afhankelijk van de Britse troepen, terwijl Groot-Brittannië niet zonder meer het herstel van het Nederlandse gezag op zich wilde nemen. De Amerikanen en Britten lieten de handhaving van het gezag in handen van de achtergebleven Japanse troepen. De Nederlandse bevolking, die nog steeds in de kampen verbleef, werd nu beschermd door de Japanners tegen de inlandse nationalisten. Deze Indonesische nationalisten, die aanvankelijk door de Japanse bezetters waren ondersteund maar later ook waren vervolgd, maakten van deze situatie gebruik hun eigen structuren op te bouwen. Zij kregen de controle over de grootste delen van Java en Sumatra.
De Nederlandse regering had gedurende de oorlog beloftes gedaan over autonomie voor Indonesië. Deze beloftes werden geformuleerd in de radiotoespraak door koningin Wilhelmina van 7 december 1942. Zover deze toespraak in "bezet Indië" werd gehoord — de Japanse bezetter vaardigde namelijk al zeer kort na de Nederlandse capitulatie de maatregel uit dat alle radio's ter "verzegeling" dienden te worden aangeboden—de nationalisten zouden de vage beloftes toch als ongeloofwaardig en 'too little, too late' opzij schuiven.
De verkenningspatrouilles die vanuit Australië werden uitgezonden (onder andere door de NEFIS -Netherlands Forces Intelligence Service-) waren slechts gericht op het verzamelen van militair-strategische informatie. Een meer of mindere mate van onafhankelijkheid voor Indonesië was dus echter al snel aan de orde. Luitenant-gouverneur-generaal Hubertus van Mook besloot tot opbouw van Indonesië volgens een federale structuur. Dit was geen volstrekt nieuw idee, maar vormde wel een breuk met de staatsvoering in Nederlands-Indië tot dan toe, en vormde een schril contrast met de denkbeelden van de nationalisten, die wilden dat geheel Nederlands-Indië tot een centralistisch bestuurd Indonesië zou gaan behoren. Het plan was, Indonesië op te delen in verschillende deelstaten negara's, die onder zich eventueel ook weer zelf besturende gebieden zouden kunnen hebben, de daerahs. Het geheel zou dan de Verenigde Staten van Indonesië heten en met Nederland verbonden zijn in de Nederlands-Indonesische Unie. Het zuiver symbolische hoofd van de Nederlands-Indonesische Unie zou de Koning der Nederlanden zijn. De door de nationalisten uitgeroepen Republik Indonesia zou dan een der negara's worden. Over dit plan werd met de Indonesiërs overeenstemming bereikt gedurende een conferentie te Linggajati in november 1946. Via de federale structuur werd volgens mensen als Van Mook de culturele en etnische diversiteit van Indonesië erkend. Men verwees hierbij naar het zelfbeschikkingsbeginsel: de verschillende volkeren van Indonesië zouden zichzelf moeten kunnen besturen. De etnische diversiteit van Indonesië was onderwerp geweest van twee conferenties in Malino en Pangkalpinang.
Het idee Indië los te moeten laten was echter schokkend voor veel Nederlanders met de gedachte Indië verloren, rampspoed geboren. Nederland had Indië altijd als een belangrijke raison d'être beschouwd. Gedurende het cultuurstelsel, waarbij de Nederlandse regering veel inkomsten uit Indië verwierf ten koste van de plaatselijke bevolking, kwam onder invloed van onder meer Multatuli de gedachte van het "schone streven" op: Nederland moest zijn "ereschuld" veroorzaakt door het cultuurstelsel aan Indië terugbetalen door het land te ontwikkelen. Veel Nederlanders hadden zodoende messianistische gedachten bij Indië; het was de taak van Nederland dit land te ontwikkelen.
Nederlands-Indië was de Nederlandse kolonie bij uitstek. Natuurlijk was er ook West-Indië, Suriname en de Nederlandse Antillen, maar vanwege zijn grootte, economisch belang en rijkdom aan verschillende volkeren en culturen nam Nederlands-Indië in het Nederlandse koloniale gedachtegoed de voornaamste plaats in. Nederland had sterk het idee dat Nederlands-Indië een modelkolonie was. Men aanvaardde wel het idee dat Nederlands-Indië ooit onafhankelijk zou worden, maar dit plaatste men in de verre toekomst. In de periode tussen de oorlogen werden dan ook geen vergaande hervormingen in het bestuur doorgevoerd; van enige ontwikkeling in de participatie van Indonesiërs in het bestuur was na 1918 geen sprake. Het onafhankelijkheidsstreven van de Indonesiërs kwam dan ook voor de meeste Nederlanders als een volslagen verrassing.
Bovendien weigerde de Nederlandse publieke opinie de leiders van de Republik Indonesia te erkennen als leiders van de Indonesische massa's. De Indonesische nationalisten onder Soekarno hadden meegewerkt met het Japanse bewind. Hierdoor brandmerkte men hen in Nederland als verraders en collaborateurs. De rol van de Britten en Amerikanen was vervolgens zeer kwetsend voor de Nederlanders. De Britten hadden geweigerd hun legermacht in dienst van Nederland te stellen. Voorts hadden zij door de Republikeinen in de ordehandhaving op Java en Sumatra te betrekken in de ogen van Nederland bijgedragen aan de erkenning van het republikeins gezag. De Amerikanen vervolgens drongen bij Nederland aan op een oplossing van het conflict en schaarden zich vanuit hun anti-kolonialisme niet zonder meer langs de Nederlandse "legalistische" lijn, die uitging van verdragen en wetten.

## De Indonesische revolutie
Tijdens de Tweede Wereldoorlog richtte de Japanse bezettingsmacht in Indië inlandse paramilitaire organisaties op ten behoeve van de strijd tegen de geallieerden. Deze groepen werden door Japanse instructeurs getraind en bewapend met kapmessen en in een punt geslepen bamboestok. Aangezien er na de capitulatie van Japan niet meteen geallieerde troepen beschikbaar waren, kregen de Japanners de opdracht om de status quo te handhaven tot deze zouden arriveren.
Hoewel Soekarno en Hatta zich aanvankelijk terughoudend opstelden, eisten republikeins-nationalistische jongeren (pemuda’s) onmiddellijke onafhankelijkheid. Op 17 augustus 1945 riep Soekarno daarom de Republik Indonesia uit. Het proclameren van de onafhankelijkheid leidde tot een revolutionaire en chaotische situatie. Japan had weliswaar gecapituleerd, maar omdat er geen geallieerde troepenmacht in zicht was, was er sprake van een machtsvacuüm.
Dit mondde uit in een uiterst explosieve situatie; er volgde een poging tot afrekening met alle buitenlandse invloed, of dat nu Brits, Chinees, Japans of (Indisch) Nederlands was. Deze periode staat bekend als de bersiapperiode. Bersiap en siap is maleis voor wees paraat en geeft acht. Het waren de strijdkreten van Indonesische paramilitaire organisaties en bendes die vrijwel direct na afloop van de Japanse bezetting dood en verderf zaaiden onder niet-inlanders, en ook onder van ‘collaboratie’ met het zich herstellende koloniale gezag verdachte inlanders. Het geweld maakte duizenden slachtoffers en was een van de aanleidingen voor de repatriëring naar Nederland van Indische Nederlanders en het ontstaan van een wereldwijde Indisch-Nederlandse diaspora.
Toen uiteindelijk de eerste Britse troepen bij Batavia landden kwam het tot massale gewelddadigheden waarbij veel doden vielen. In steden gingen groepen opstandige jongeren langs de straten en joegen de bewoners de stuipen op het lijf met geschreeuw en nachtelijk lawaai. Huizen werden geplunderd. Sommige inwoners vluchtten de bossen in waar ze het risico liepen het slachtoffer te worden van andere bendes. Er verschenen pamfletten waarin de bevolking werd opgeroepen (Indische) Nederlanders uit te roeien.
Vooral in Batavia organiseerden (Indische) Nederlanders en Molukkers zich in milities om hun huizen en gezinnen te verdedigen en de moorden te vergelden. Soms maakten ook zij zich schuldig aan overmatig geweld. Vaak lieten ze zich leiden door wraak, waarbij een moord op een Europeaan of Molukker in veelvoud werd vergolden. Op deze wijze escaleerde het geweld, maar het gelukte de Nederlands-Molukse milities hiermee wel om sommige buurten te beschermen tegen aanvallen.

### Onafhankelijkheidsoorlog
Nederland verzette zich tegen onvoorwaardelijke Indonesische onafhankelijkheid en stuurde militairen "om de rust te herstellen" middels zogenoemde politionele acties. De moordaanslagen op de (Indische) Nederlanders, Chinezen en Hollands gezinde Indonesiërs tijdens de Bersiap werden door Nederland gebruikt om oorlog met Indonesië te rechtvaardigen. Nederlandse militairen gingen structureel en op even grote schaal, met hetzelfde extreme geweld als de Pelopor (Indonesische Vrijheidsstrijder) te werk. Dit geweld werd door de Nederlandse regering bewust aangeduid met de eufemistische term excessen. Vanwege internationale druk van vooral de Verenigde Staten, accepteerde Nederland op 27 december 1949 de Indonesische onafhankelijkheid. Alleen de westelijke helft van Nieuw-Guinea bleef nog tot 1962 Nederlands.
Het verschil van mening over de datum van ontstaan van de Republik Indonesia heeft tientallen jaren de betrekkingen tussen Nederland en Indonesië verziekt. Indonesië houdt de datum 17 augustus 1945 aan, maar Nederland hield vast aan de datum van Nederlandse erkenning: 27 december 1949. Pas in 2004 werd bij monde van minister Ben Bot van Buitenlandse Zaken het volgende gesteld: Ik zal met steun van het Kabinet aan de mensen in Indonesië duidelijk maken dat in Nederland het besef bestaat dat de onafhankelijkheid van de Republiek Indonesië de facto al begon op 17 augustus 1945 en dat wij – zestig jaar na dato – dit feit in politieke en morele zin ruimhartig aanvaarden. Saillant detail is dat minister Bot zelf als kind in het concentratiekamp Ambarawa de uitroeping van de Republiek Indonesia heeft meegemaakt.
Mede wegens het hardhandige optreden van de Nederlandse troepen tijdens de Onafhankelijkheidsoorlog heerste er in Indonesië een sterke tegenzin tegen Nederland en Nederlanders, met name in de jaren 1950. De situatie voor (Indische) Nederlanders bleef daarom vijandig en gevaarlijk. Indiërs die onder de Nederlanders ambtelijke functies hadden bekleed verloren hun functie en hun bezittingen werden geconfisqueerd. Op Indische Nederlanders werd grote druk uitgeoefend om te kiezen voor het Indonesisch staatsburgerschap. De betrekkingen tussen Nederland en Indonesië verslechterden echter. Soekarno verklaarde in december 1957 alle nog in Indonesië aanwezige Nederlanders (ongeveer 40.000 personen) tot staatsgevaar. Nederlandse bedrijven werden door Indonesië genationaliseerd en Sinterklaas was niet langer welkom. De anti-Nederlandse acties staan daarom ook bekend als "Zwarte Sinterklaas". Veel Indische Nederlanders die nog in Indonesië waren achtergebleven kozen alsnog voor het Nederlanderschap en repatrieerden in de jaren 1950 naar Nederland. Zij werden "spijtoptanten" genoemd.
De Nederlandse aanwezigheid in Indonesië, met uitzondering van Nieuw-Guinea, kwam pas echt ten einde in december 1957, toen vanwege het conflict tussen Nederland en Indonesië over Nieuw-Guinea Nederlanders werden gedwongen uit Indonesië te vertrekken en Nederlandse bedrijven werden genationaliseerd. De Papua's, evenals de Molukkers, streefden zelf ook onafhankelijkheid na en wilden die bewerkstelligen met behulp van Nederland. Door het gewelddadig ingrijpen van Indonesië is die onafhankelijkheid er nooit gekomen.

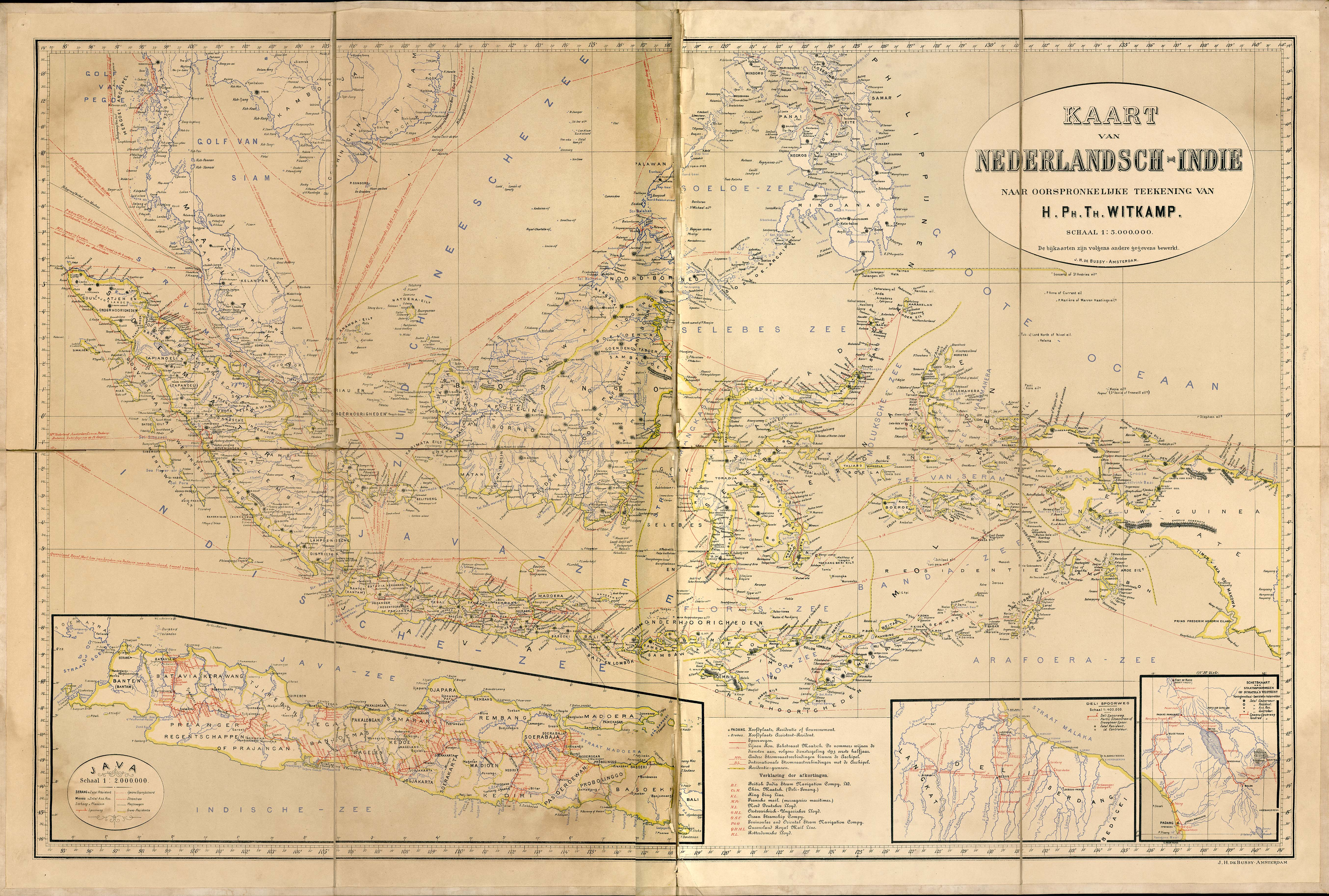
Nederlands-Indië in 1893

## Overheid en bestuurlijke inrichting

### Stadsgemeenten en de eerste stap richting democratie
Begin twintigste eeuw werden een aantal hervormingen doorgevoerd die de kolonie meer autonomie gaven. De decentralisatiewet van 1903 maakte het instellen van gemeenteraden en regentschapsraden mogelijk. Deze raden kregen het beheer en de verantwoording over de geldmiddelen van de betreffende gewesten. De leden werden gekozen uit drie bevolkingsgroepen (Nederlanders, inheemsen en uitheemsen) mits deze in voldoende aantallen aanwezig waren in het betreffende gewest. In 1918 werd een Volksraad opgericht voor de hele kolonie. Volledig democratisch waren de instituties niet doordat de Nederlanders met de lokale aristocratie bleven samenwerken en omdat zij niet echt hun macht uit handen wilden geven.
Vanaf 1916 werd de functie van burgemeester gecreëerd, die alleen door de Gouverneur-Generaal kon worden benoemd, geschorst of ontslagen. Bij de bestuur hervormingswet van 1922 werd het ontstaan van een provincieraad binnen de nog te vormen provincies op Java mogelijk. Een regentschapsraad werd gevormd door de drie bevolkingsgroepen, waarvan een deel gekozen werd.

### Bestuurlijke inrichting tot 1942
De laatste grote bestuurlijke veranderingen vonden plaats in 1938. Het hoogste bestuurlijke niveau, de Indische Regering, besloot in dat jaar dat de buitengewesten opgedeeld werden in drie Gouvernementen (Groote Oost, Borneo, Sumatra). Java werd opgedeeld in drie provincies (West-Java, Midden-Java, Oost-Java) en twee Gouvernementen (Jokjakarta, Soerakarta). Elk van deze Gouvernementen of Provincies had een Gouverneur als hoogste burgerlijke ambtenaar.
Binnen de Gouvernementen en Provincies kan het bestuur onderverdeeld worden in Europees en Inlands Bestuur. De inrichting hiervan verschilt tussen Java en de Buitengewesten, wat een relatie heeft met het verschil tussen direct en indirect bestuurd gebied en de omvang van de te besturen gebieden. Daarnaast bestaat er nog het Bestuur over Vreemde Oosterlingen dat niet gekoppeld is aan grondgebied.
De indirect bestuurde gebieden hebben een grotere autonomie met een eigen zelfbestuur. Deze vorm is op Java terug te vinden in de Vorstenlanden (Yogyakarta, Surakarta). De staatsrechtelijke verhouding tot de Indische Regering is per gebied met indirect bestuur vastgelegd in politieke contracten.

#### Java
Elke Gouverneur wordt bijgestaan door:
- Een secretaris
- Residenten
- Assistent-residenten
- Ambtenaren

| Bestuurslagen van hoog naar laag | Functienaam hoogste gezagdrager | Soort bestuur    |
| -------------------------------- | ------------------------------- | ---------------- |
| Provincie/Gouvernement           | Gouverneur                      | Europees Bestuur |
| Residentie                       | Resident                        | Europees Bestuur |
| Regentschap (afdeling)           | Regent                          | Inlands Bestuur  |
| District                         | Wedana                          | Inlands Bestuur  |
| Onderdistrict                    | Assistent-wedana                | Inlands Bestuur  |
| Desa                             | Desahoofd                       | Inlands Bestuur  |

Hierop zijn een aantal uitzonderingen. Het onderdistrict Duizend-eilanden dat onder het district en regentschap Batavia valt wordt beheerd door de inlandse posthouder, die rechtstreeks aan de regent rapporteert. De functienaam van de hoogste gezagdrager binnen het district Koeningan binnen het gelijknamige regentschap is Patih. Het district Karimoendjawa binnen het regentschap Japara heeft een assistent-wedana, deze rapporteert rechtstreeks aan de regent van Japara.
| Provincie / Gouvernement  | Residentie (afdeling) | Oppervlakte (km²) | Bevolking 1930 | Inwoners per km² | Regentschappen                                                                                         | Stadsgemeente          |
| ------------------------- | --------------------- | ----------------- | -------------- | ---------------- | --- | ---------------------- |
| West-Java (Provincie)     | Bantam                | 8.045             | 1.028.661      | 127,8            | Serang, Lebak, Pangdeglang                                                                             |                        |
|                           | Batavia               | 8.086             | 2.639.709      | 326,5            | Batavia, Meester-Cornelis, Krawang                                                                     | Batavia                |
|                           | Buitenzorg            | 11.734            | 2.212.487      | 188,6            | Buitenzorg, Soekaboemi, Tjiandoer                                                                      | Buitenzorg, Soekaboemi |
|                           | Priangan              | 13.766            | 3.449.013      | 250,5            | Bandoeng, Soemedang, Tasikmalaja, Tjamis, Garoet                                                       | Bandoeng               |
|                           | Cheribon              | 5.715             | 2.069.569      | 362,1            | Cheribon, Koeningan, Indramajoe, Madjalengka                                                           | Cheribon               |
|                           | Subtotaal             | 47.346            | 11.399.439     | 240,7            | |                        |
| Midden-Java (Provincie)   | Banjoemas             | 6.404             | 2.474.413      | 386,4            | Banjoemas, Poerwokerto, Poerbolinggo, Tjilatjap, Karanganjar, Bandjarnegara                            |                        |
|                           | Pekalongan            | 5.636             | 2.639.844      | 468,4            | Pekalongan, Batang, Pemalang, Tegal, Brebes                                                            | Pekalongan, Tegal      |
|                           | Kedoe                 | 4.655             | 2.129.509      | 457,5            | Magelang, Wonosobo, Temanggoeng, Poerworedjo, Koetoardjo, Keboemen                                     | Magelang               |
|                           | Semarang              | 5.415             | 2.011.859      | 371,5            | Semarang, Kendal, Demak, Grobogan                                                                      | Semarang, Salatiga     |
|                           | Japara-Rembang        | 6.059             | 1.886.043      | 311,3            | Pati, Japara, Rembang, Blora, Koedoes                                                                  |                        |
|                           | Subtotaal             | 28.169            | 11.141.668     | 395,5            | |                        |
| Oost-Java (Provincie)     | Bodjenegoro           | 6.824             | 1.984.368      | 290,8            | Bodjonegoro, Toeban, Grisee, Lamongan                                                                  |                        |
|                           | Madioen               | 6.082             | 1.909.448      | 314,0            | Madioen, Magetan, Ngawi, Ponorogo, Patjitan                                                            | Madioen                |
|                           | Kediri                | 7.042             | 2.470.778      | 350,9            | Kediri, Ngandjoek, Blitar, Toeloengagoeng, Trenggalek                                                  | Kediri, Blitar         |
|                           | Soerabaja             | 3.527             | 1.904.676      | 540,0            | Soerabaja, Sidoardjo, Modjokerto, Djombang                                                             | Soerabaja, Modjokerto  |
|                           | Malang                | 5.295             | 1.793.568      | 338,7            | Malang, Pasaroean, Bangil                                                                              | Malang, Pasaroean      |
|                           | Probolinggo           | 3.544             | 947.282        | 267,3            | Probolinggo, Kraksaän, Loemadjang                                                                      | Probolinggo            |
|                           | Besoeki               | 10.137            | 2.081.867      | 205,4            | Bondowoso, Panaroekan, Djember, Banjoewangi                                                            |                        |
|                           | Madoera               | 5.471             | 1.962.411      | 358,7            | Pamekasan, Soemenep, Bangkalan, Sampang                                                                |                        |
|                           | Subtotaal             | 47.922            | 15.054.398     | 314,1            | |                        |
| Soerakarta (Gouvernement) | Soerakarta            | 4.226             | 1.613.356      | 381,8            | Soenanaatsgebied: Soerakarta, Sragen. Mangkoenegarans gebied: Wonogiri, Kota Mangkoe Negoro Soerakarta |                        |
|                           | Klaten                | 1.822             | 951.619        | 522,3            | Klaten, Bodjolali                                                                                      |                        |
|                           | Subtotaal             | 6.048             | 2.564.975      | 424,1            | |                        |
| Jogjakarta (Gouvernement) | Djokjakarta           | 3.172             | 1.558.844      | 491,4            | Djokjakarta, Adikarto, Bantoel, Goenoengkidoel, Koelonprogo                                            |                        |
|                           | Subtotaal             | 3.172             | 1.558.844      | 491,4            | |                        |
|                           | Totaal                | 132.657           | 41.719.324     | 314,5            | |                        |

Zie Administratieve indeling van Java (Nederlands-Indië) voor een volledige lijst.

#### Buitengewesten
In de Buitengewesten wordt de Gouverneur bijgestaan door:
- Een secretaris
- Residenten
- Assistent-residenten
- Controleurs bij het Binnenlands Bestuur
- Aspirant-controleurs bij het Binnenlands Bestuur
- Administratieve ambtenaren
- Gezaghebbers
- Hulp-gezaghebbers
- Posthouders
- Bestuursassistenten

| Bestuurslagen van hoog naar laag | Functienaam hoogste gezagdrager | Soort bestuur    |
| -------------------------------- | ------------------------------- | ---------------- |
| Gouvernement                     | Gouverneur                      | Europees bestuur |
| Residentie                       | Resident                        | Europees bestuur |
| Afdeling                         | Assistent-resident              | Europees bestuur |
| Onderafdeling                    |                                 | Europees bestuur |
| District                         |                                 | Inlands Bestuur  |

Er is duidelijk een verschil te zien tussen de bestuurslagen in de Gouvernementen in de Buitengewesten en die op Java en Madoera. In de Buitengewesten bevat het Europees Bestuur 2 extra lagen namelijk afdeling en onderafdeling. Daarnaast is er een verschil te zien in het ondersteunend personeel.
| Gouvernement | Residentie                         | Oppervlakte (km²) | Bevolking 1930 | Inwoners per km² | Afdelingen | Stadsgemeente |
| ------------ | ---------------------------------- | ----------------- | -------------- | ---------------- | --- | ------------- |
| Groote Oost  | Manado                             | 90.597            | 1.139.251      | 12,6             | Manado, Sanghi en Talaudeilanden (rechtstreeks onder de resident), Gorontalo, Donggala, Poso                                                                                        | Menado        |
|              | Celebes en Onderhorigheden         | 98.939            | 3.087.335      | 31,2             | Makassar, Soenggoeminasa, Bonthain, Bone, Pare-Pare, Mandar, Loewoe, Boeton, Laiwoei                                                                                                | Makassar      |
|              | Bali & Lombok                      | 10.546            | 1.802.146      | 170,9            | Singaradja, Zuid-Bali, Lombok |               |
|              | Timor en Onderhorigheden           | 63.551            | 1.656.636      | 26,1             | Timor en eilanden, Soemba, Flores, Soembawa |               |
|              | Molukken                           | 498.455           | 893.030        | 1,8              | Amboina, Ternate | Amboina       |
|              | Subtotaal                          | 762.088           | 8.578.398      | 11,2             | |               |
| Borneo       | Westerafdeling van Borneo          | 147.211           | 827.898        | 5,6              | Pontianah, Singkawang, Sintang, Ketapang |               |
|              | Zuid- en Oosterafdeling van Borneo | 386.627           | 1.366.635      | 3,5              | Bandjermasin, Hoeloe Soengai, Doesoenlanden, Koealakapoeas, Zuid-Oostkust van Borneo, Samarinda, Boeloengan                                                                         |               |
|              | Subtotaal                          | 533.838           | 2.194.533      | 4,1              | |               |
| Sumatra      | Atjeh en Onderhorigheden           | 55.550            | 1.002.900      | 18,1             | Groot-Atjeh, Pidië, Noordkust van Atjeh, Oostkust van Atjeh, Gajo- en Alaslanden, Westkust van Atjeh                                                                                |               |
|              | Tapanoeli                          | 39.418            | 1.041.301      | 26,4             | Sibolga en Ommelanden, Nias, Padangsidimpoean, Bataklanden |               |
|              | Oostkust van Sumatra               | 93.500            | 1.673.623      | 17,9             | (Sultanaten) Deli (en Onderhorigheden) en Serdang, (Sultanaat) Langkat, (Sultanaat) Asahan (en enige andere zelfbesturende landschappen), Bengakalis, Simeloengoen en de Karolanden | Medan         |
|              | Sumatra's Westkust                 | 49.534            | 1.919.109      | 38,7             | Padang, Kerintji-Painan, Agam, L Koto, Tanahdatar, Solok | Padang        |
|              | Riouw en Onderhorigheden           | 32.392            | 298.329        | 9,2              | Tandjoengpinang, Indragiri |               |
|              | Djambi                             | 44.452            | 245.342        | 5.5              | Djambi, Moearatambesi, Moearatebo, Bangko, Moearaboengo, Saroelangoen |               |
|              | Benkoelen                          | 25.887            | 322.619        | 12,5             | Benkoelen |               |
|              | Palembang                          | 85.918            | 1.096.555      | 12,8             | Palembangse Benedenlanden, Palembangse Bovenlanden, Ogan- en Komering-Hoeloe | Palembang     |
|              | Bangka en Onderhorigheden          | 16.631            | 278.842        | 16,7             | Bangka |               |
|              | Lampongsche Districten             | 28.268            | 359.950        | 12,7             | Teloekbetoeng |               |
|              | Subtotaal                          | 471.550           | 8.238.570      | 17,5             | |               |
|              | Totaal                             | 6.731.476         | 19.011.501     | 2,3              | |               |

### Bestuurlijke inrichting tot 1825
Het gouvernement Malakka op het Maleisisch schiereiland maakte deel uit van Nederlands-Indië (1818-1825), voordat het uiteindelijk werd overgedragen aan Verenigd Koninkrijk van Groot-Brittannië en Ierland op basis van Verdrag van Londen (1824).
| Gouvernement | Residentie         | Oppervlakte (km²) | Bevolking | Inwoners per km² | Regentschappen                   | Stadsgemeente   |
| ------------ | ------------------ | ----------------- | --------- | ---------------- | -------------------------------- | --------------- |
| Malacca      | Residentie Malacca | 1.664             | 170.810   | 102,65           | Melaka Tengah, Jasin, Alor Gajah | De stad Malakka |